# Labé (region)
Labé är en region i Guinea. Den ligger i den nordvästra delen av landet, 290 km nordost om huvudstaden Conakry. Antalet invånare är 995 717. Arean är 22 869 kvadratkilometer. Labé Region gränsar till Faranah Region, Mamou Region, Kindia Region och Boke Region. 
Terrängen i Labé Region är kuperad österut, men västerut är den bergig.
Labé Region delas in i:
- Tougue Prefecture
- Mali Prefecture
- Labe Prefecture
- Koubia
- Lelouma Prefecture